# Puphjong állomás
Puphjong (Bupyeong) állomás a szöuli metró 1-es vonalának, valamint az incshoni (incheoni) metró 1-es vonalának állomása Incshon (Incheon) város Puphjong-ku (Bupyeong-gu) kerületében.

## Viszonylatok
| 1-es vonal                                      | 1-es vonal                                                                         | 1-es vonal                                             |
| ----------------------------------------------- | ---------------------------------------------------------------------------------- | ------------------------------------------------------ |
| Puge (Bugae) Szojoszan (Soyosan) felé           | Kjongin (Gyeongin) szakasz személyvonat Kjongvon (Gyeongwon) szakasz expresszvonat | Pegun (Baegun) Incshon (Incheon) felé                  |
| Szongne (Songnae) Jongszan (Yongsan) felé       | Kjongin (Gyeongin) szakasz expresszvonat                                           | Tongam (Dongam) Tongincshon (Dongincheon) felé         |
| Incshon (Incheon) 1                             |                                                                                    |                                                        |
| Puphjong (Bupyeong) piac Kjejang (Gyeyang) felé | Incshoni (Incheon) 1-es vonal                                                      | Tongszu (Dongsu ) International Business District felé |